# Сен-Лу-Каммас
Сен-Лу-Камма́с (фр. Saint-Loup-Cammas, окс. Sent Lop) — коммуна во Франции, находится в регионе Юг — Пиренеи. Департамент — Верхняя Гаронна. Входит в состав кантона Тулуза-15. Округ коммуны — Тулуза.
Код INSEE коммуны — 31497.

## География

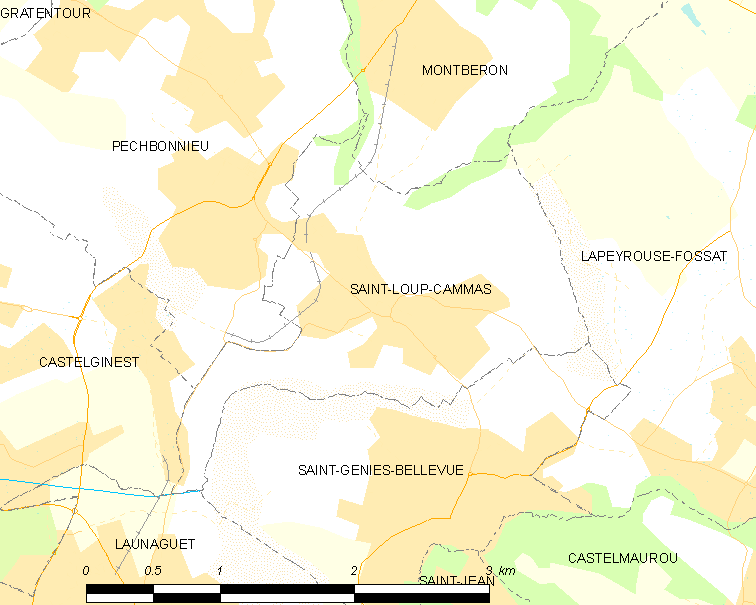
Карта коммуны

Коммуна расположена приблизительно в 580 км к югу от Парижа, в 11 км к северу от Тулузы.

## Климат
Климат умеренно-океанический. Зима мягкая и снежная, весна характеризуется сильными дождями и грозами, лето сухое и жаркое, осень солнечная. Преобладают сильные юго-восточные и северо-западные ветры.

## Население
Население коммуны на 2010 год составляло 1801 человек.
| 1962 | 1968 | 1975 | 1982 | 1990 | 1999 | 2010 |
| ---- | ---- | ---- | ---- | ---- | ---- | ---- |
| 238  | 285  | 574  | 783  | 1319 | 1735 | 1801 |

## Администрация
| Период | Период | Фамилия       | Партия        | Примечания |
| ------ | ------ | ------------- | ------------- | ---------- |
| 1941   | 1971   | Жан Брефель   |               |            |
| 1971   | 1989   | Пьер Сукас    |               |            |
| 1989   | 1995   | Мишель Бесьер |               |            |
| 1995   | 2020   | Клод Марен    | Разные правые |            |

## Экономика
В 2010 году среди 1216 человек трудоспособного возраста (15—64 лет) 949 были экономически активными, 267 — неактивными (показатель активности — 78,0 %, в 1999 году было 73,3 %). Из 949 активных жителей работали 892 человека (464 мужчины и 428 женщин), безработных было 57 (28 мужчин и 29 женщин). Среди 267 неактивных 118 человек были учениками или студентами, 99 — пенсионерами, 50 были неактивными по другим причинам.